# Statistiche e record della Reggina

## Statistiche di squadra

### Partecipazione ai campionati
Campionati nazionali
| Livello | Categoria              | Partecipazioni | Debutto   | Ultima stagione | Totale |
| 1º      | Serie A                | 9              | 1999-2000 | 2008-2009       | 9      |
| 2º      | Serie B                | 25             | 1965-1966 | 2022-2023       | 25     |
| 3º      | Seconda Divisione      | 1              | 1926-1927 | 1926-1927       | 44     |
| 3º      | Campionato Meridionale | 1              | 1928-1929 | 1928-1929       | 44     |
| 3º      | Prima Divisione        | 5              | 1930-1931 | 1934-1935       | 44     |
| 3º      | Serie C                | 23             | 1938-1939 | 2019-2020       | 44     |
| 3º      | Serie C1               | 12             | 1978-1979 | 1994-1995       | 44     |
| 3º      | Lega Pro               | 2              | 2014-2015 | 2016-2017       | 44     |
| 4º      | Seconda Divisione      | 1              | 1929-1930 | 1929-1930       | 10     |
| 4º      | IV Serie               | 4              | 1952-1953 | 1955-1956       | 10     |
| 4º      | Serie C2               | 2              | 1983-1984 | 1985-1986       | 10     |
| 4º      | Serie D                | 3              | 2015-2016 | 2024-2025       | 10     |

Campionati regionali
| Livello | Categoria         | Partecipazioni | Debutto   | Ultima stagione | Totale |
| 1º      | Prima Divisione   | 1              | 1937-1938 | 1937-1938       | 1      |
| 2º      | Seconda Divisione | 2              | 1924-1925 | 1925-1926       | 2      |

La Reggina ha disputato 326 partite in Serie A dal 1999 al 2009, più 4 partite di spareggio per la permanenza nel massimo campionato nelle stagioni 2000-2001 e 2002-2003. Nel dettaglio, il bilancio dei calabresi in massima serie (esclusi gli spareggi) è di 83 vittorie, 107 pareggi e 136 sconfitte (con 324 gol segnati e 467 subiti).
La squadra amaranto ha disputato 1051 partite in Serie B, più 1 partita di spareggio per la promozione in massima categoria nel campionato 1988-1989, 2 di play-off nel campionato Serie B 2010-2011 e 1 di play-off nel campionato 2022-2023. Nel campionato cadetto, ha realizzato nel complesso 331 vittorie, 375 pareggi e 365 sconfitte (con 1038 gol segnati e 1097 subiti), conquistando due promozioni nella massima serie.
Dati aggiornati al 4 maggio 2025.
- Record di punti in una stagione: 77 - Serie D 2024-2025
- Record di punti in Serie A: 51[1] - Serie A 2006-2007
- Record di punti in Serie B: 68 - Serie B 2001-2002
- Maggior numero di vittorie: 24 - Serie D 2024-2025
- Maggior numero di pareggi: 19 - Serie B 1972-1973
- Maggior numero di sconfitte: 25 - Serie B 2013-2014
- Minor numero di sconfitte: 2 - Seconda Divisione 1929-1930
- Maggior numero di vittorie consecutive: 11 - Serie C 2019-2020 e Serie D 2024-2025
- Maggior sequenza di partite senza sconfitte: 23 - dalla 34ª giornata della Serie C 2018-2019 alla 21ª giornata della Serie C 2019-2020
- Maggior numero di abbonati: 24.671 - Serie A 1999-2000
- Miglior posizione in Serie A: 10ª - Serie A 2004-2005
- Peggior posizione in Serie A: 19ª - Serie A 2008-2009
- Miglior posizione in Serie B: 3ª - Serie B 2001-2002
- Prima partita disputata in Serie A: Juventus-Reggina 1-1 - Serie A 1999-2000
- Prima partita vinta in Serie A ed in trasferta: Bologna-Reggina 0-1 - Serie A 1999-2000
- Prima partita vinta in Serie A in casa: Reggina-Piacenza 1-0 - Serie A 1999-2000
- Partita con più gol di scarto vinta in Serie A in casa: Reggina-Siena 4-0 - Serie A 2007-2008
- Partita con più gol di scarto vinta in Serie A in trasferta: Catania-Reggina 1-4 - Serie A 2006-2007
- Partita con il maggior numero di reti pareggiata in Serie A: Brescia-Reggina 4-4 - Serie A 2003-2004
- Peggior sconfitta in Serie A: Inter-Reggina 6-0 - Serie A 2003-2004

## Statistiche individuali

### Lista dei capitani
| Calciatore                 | Ruolo | Stagioni al club                                  | Stagioni da capitano                 | Presenze | Reti |
| -------------------------- | ----- | ------------------------------------------------- | ------------------------------------ | -------- | ---- |
| …                          |       |                                                   |                                      |          |      |
| Alberto Gatto              | D/A   | 1952-1966                                         | 1959-1966 (7)                        | 361      | 48   |
| Felice Barbetta            | D     | 1962-1967                                         | 1966-1967 (1)                        | 107      | 3    |
| Rosario Sbano              | C     | 1962-1963 e 1964-1970                             | 1967-1970 (3)                        | 93       | 4    |
| Nedo Sonetti               | D     | 1967-1972                                         | 1970-1972 (2)                        | 130      | 3    |
| Bruno Mazzia               | C     | 1972-1973                                         | 1972-1973 (1)                        | 31       | 0    |
| Renato Sali                | D     | 1970-1974                                         | 1973-1974 (1)                        | 140      | 1    |
| Luciano Poppi              | D     | 1970-1976                                         | 1974-1976 (2)                        | 143      | 0    |
| Elvi Pianca                | C     | 1974-1979                                         | 1976-1979 (4)                        | 161      | 40   |
| Giancarlo Olivotto         | D     | 1975-1982                                         | 1979-1982 (3)                        | 216      | 0    |
| Paolo Saviano              | C     | 1982-1985                                         | 1982-1985 (3)                        | 95       | 16   |
| Franco Mondello            | C     | 1983-1986                                         | 1985-1986 (1)                        | 87       | 2    |
| Rosario Sasso              | D     | 1986-1989                                         | 1986-1989 (3)                        | 94       | 7    |
| Vincenzo Attrice           | D     | 1986-1991                                         | 1989-1991 (2)                        | 166      | 7    |
| Francesco La Rosa          | A     | 1990-1991                                         | 1991 (1)                             | 29       | 4    |
| Massimo Mariotto           | C     | 1986-1990, 1991-1992 e 1993-1995                  | 1991-1992 e 1994-1995 (2)            | 217      | 13   |
| Roberto Alberti Mazzaferro | C     | 1991-1993                                         | 1992-1993 (1)                        | 57       | 2    |
| Carmelo Parpiglia          | D     | 1992-1995                                         | 1993-1994 (1)                        | 66       | 4    |
| Maurizio Vincioni          | D     | 1990-1996                                         | 1995-1996 (1)                        | 144      | 1    |
| Nicolò Napoli              | D     | 1996-1997                                         | 1996-1997 (1)                        | 29       | 0    |
| Marco Sesia                | C     | 1996-1998                                         | 1997-1998 (1)                        | 52       | 8    |
| Simone Giacchetta          | D     | 1991-2000 e 2003-2004                             | 1998-2000 (2)                        | 268      | 15   |
| Massimo Taibi              | P     | 2000-2001                                         | 2000-2001 (1)                        | 52       | -66  |
| Davide Dionigi             | A     | 1996-1997, 2001-2002 e 2004-2005                  | 2001-2002 (1)                        | 98       | 41   |
| Jorge Vargas               | D     | 2000-2003                                         | 2002-2003 (1)                        | 95       | 2    |
| Francesco Cozza            | C     | 1999-2004, 2005-2006 e 2007-2009                  | 2003-2004, 2005-2006 e 2007-2009 (4) | 235      | 48   |
| Mozart                     | C     | 2000-2005                                         | 2004-2005 (1)                        | 144      | 9    |
| Carlos Humberto Paredes    | C     | 2002-2006                                         | 2005 (1)                             | 106      | 11   |
| Alessandro Lucarelli       | D     | 2005-2007                                         | 2006-2007 (1)                        | 67       | 4    |
| Sergio Volpi               | C     | 2009-2010                                         | 2009 (1)                             | 12       | 0    |
| Maurizio Lanzaro           | D     | 2005-2010                                         | 2009-2010 (1)                        | 146      | 2    |
| Simone Missiroli           | C     | 2004-2008, 2009-2011 e 2011-2012                  | 2010-2011 (1)                        | 153      | 21   |
| Emiliano Bonazzoli         | A     | 2003-2005 e 2009-2012                             | 2011-2012 (2)                        | 171      | 42   |
| Simone Rizzato             | D     | 2009-2013                                         | 2012-2013 (1)                        | 153      | 3    |
| David Di Michele           | A     | 2002-2004 e 2013-2015                             | 2013-2014 (2)                        | 129      | 34   |
| Marco Armellino            | C     | 2012-2013 e 2014-2015                             | 2014-2015 (1)                        | 73       | 5    |
| Bruno Cirillo              | D     | 1994-1996, 1998-2000, 2002-2003, 2008-2009 e 2015 | 2015 (1)                             | 123      | 2    |
| Giovanni Lavrendi          | C     | 2015-2016                                         | 2015-2016 (1)                        | 34       | 2    |
| Claudio Coralli            | A     | 2016-2017                                         | 2016-2017 (1)                        | 32       | 13   |
| Alberto De Francesco       | C     | 2016-2018                                         | 2017-2018 (1)                        | 57       | 5    |
| Ivan Castiglia             | C     | 2005-2007, 2010-2013, 2018                        | 2018 (1)                             | 59       | 0    |
| Diego Conson               | D     | 2018-2019                                         | 2018-2019 (1)                        | 30       | 1    |
| Francesco De Rose          | D     | 2011-2012, 2013-2014, 2019-2021                   | 2019-2021 (2)                        | 83       | 0    |
| Giuseppe Loiacono          | D     | 2019-2023                                         | 2021 (1)                             | 41       | 2    |
| Antonino Barillà           | C     | 2005-2007, 2008-2013, 2014, 2023-                 | 2023- (1)                            | 216      | 16   |

### Record di presenze
- 385  Nikos Vrettos (2020-2025)
- 361  Alberto Gatto (1952-1966)
- 276  Simone Giacchetta (1991-2000, 2003-2004)
- 270  Maurizio Poli (1990-2000)
- 231  Francesco Cozza (1999-2004, 2005-2006, 2007-2009)
- 220  Luciano Gallusi (1958-1966)
- 217  Massimo Mariotto (1986-1990, 1991-1992, 1993-1995)
- 216  Giancarlo Olivotto (1975-1982)
- 212  Antonio Bumbaca (1953-1963)
- 189  Emilio Scarlattei (1951-1958)
- 172  Diego Spinella (1975-1977, 1979-1982, 1983-1986)

| Serie A - 186 Francesco Cozza (1999-2001, 2002-2004, 2005-2006, 2007-2009) - 137 Giandomenico Mesto (1999-2000, 2002-2007) - 121 Ivan Franceschini (2000-2001, 2002-2006) 121 Giacomo Tedesco (2003-2007, 2010-2011) - 114 Maurizio Lanzaro (2005-2009) - 106 Carlos Humberto Paredes (2002-2006) - 104 Francesco Modesto (2005-2008) - 101 Mozart (2000-2001, 2002-2005) - 99 Luca Vigiani (2005-2006, 2007-2009) - 96 Nicola Amoruso (2005-2008) | Serie B - 175 Bruno Jacoboni (1967-1974) - 153 Simone Rizzato (2009-2013) - 151 Daniel Adejo (2009-2014) - 147 Maurizio Poli (1990-1991, 1995-1999) - 140 Renato Sali (1970-1974) - 136 Antonino Barillà (2009-2013, 2014) - 134 Simone Giacchetta (1995-1999) - 133 Franco Tacelli (1967-1972) - 131 Nedo Sonetti (1967-1972) - 123 Vito Florio (1965-1970) | Serie C/C1/Lega Pro - 262 Alberto Gatto (1956-1965) - 216 Giancarlo Olivotto (1975-1982) - 215 Luciano Gallusi (1958-1965) - 161 Elvi Pianca (1974-1979) - 154 Massimo Mariotto (1986-1988, 1991-1992, 1993-1995) - 152 Giancarlo Snidaro (1976-1981) - 151 Giorgio Oblach (1956-1962) - 133 Antonio Bumbaca (1956-1963) - 123 Vincenzo Magni (1956-1960) - 117 Maurizio Poli (1991-1995) |

### Record di marcature
| Campionato - 71 Erminio Bercarich (1945-1949, 1958-1959) - 48 Francesco Cozza (1999-2004, 2005-2006, 2007-2009) - 48 Alberto Gatto (1953-1966) - 45 Roberto Beghi (1949-1952) - 45 Emiliano Bonazzoli (2002-2005, 2009-2012) - 40 Davide Dionigi (1996-1997, 2001-2002, 2004-2005) 40 Nicola Amoruso (2005-2008) 40 Mario Lomello (1929-1932) 40 Elvi Pianca (1974-1979) - 38 Alfredo Aglietti (1994-1996) | Coppa Italia - 5 Julio César de León (2001-2004, 2006-2007) 5 Luigino Vallongo (1967-1970) - 4 Franco Brienza (2008-2010) 4 Fabio Ceravolo (2005-2006, 2007-2009, 2011-2013) 4 Gianni Merighi (1970-1972, 1973-1974) - 3 Francesco Cozza (1999-2004, 2005-2006, 2007-2009) 3 David Di Michele (2002-2004, 2013-2015) 3 Davide Dionigi (1996-1997, 2001-2002, 2004-2005) 3 Mohamed Kallon (1999-2000) 3 Simone Missiroli (2004-2008, 2009-2011, 2011-2012) |

| Serie A - 40 Nicola Amoruso (2005-2008) - 38 Francesco Cozza (1999-2001, 2005-2006, 2007-2009) - 19 Rolando Bianchi (2005-2007) - 17 Emiliano Bonazzoli (2003-2005) - 15 David Di Michele (2002-2004) - 12 Franco Brienza (2008-2009) - 11 Mohamed Kallon (1999-2000) 11 Shunsuke Nakamura (2002-2005) 11 Carlos Humberto Paredes (2002-2006) - 10 Bernardo Corradi (2008-2009) | Serie B - 35 Davide Dionigi (1996-1997, 2001-2002) - 30 Luigino Vallongo (1967-1970) - 25 Emiliano Bonazzoli (2009-2012) - 23 Fabio Ferrario (1965-1969) - 22 Gianni Merighi (1970-1972, 1973-1974) 22 Roberto Rigotto (1965-1967) - 19 Giovanni Toschi (1967-1970) - 18 Alfredo Aglietti (1995-1996) 18 Simone Missiroli (2009-2011, 2011-2012) - 16 Vito Florio (1965-1970) | Serie C/C1/Lega Pro - 71 Erminio Bercarich (1945-1949, 1958-1959) - 45 Roberto Beghi (1949-1952) - 40 Elvi Pianca (1974-1979) - 30 Sperti (1947-1949) - 25 Sospetti (1958-1961) - 24 Girolamo Bizzarri (1991-1993) - 22 Július Korostelev (1949-1950, 1950-1951) - 20 Alfredo Aglietti (1994-1995) 20 Cara I (1946-1949) - 19 Diego Spinella (1975-1977, 1979-1982, 1984-1985) |

Dati aggiornati al 29 aprile 2019.